# (243073) Freistetter
(243073) Freistetter ist ein Asteroid des äußeren Hauptgürtels, der vom deutschen Amateurastronomen André Knöfel am 16. April 2007 am 50-cm-Cassegrain-Spiegelteleskop der sächsischen Volkssternwarte Drebach (IAU-Code 113) entdeckt wurde. André Knöfel wollte eigentlich den Asteroiden (323195) 2003 QS48 beobachten, als ihm ein unbekannter Asteroid auffiel, der die provisorische Bezeichnung 2007 HT3 erhielt.
Der mittlere Durchmesser des Asteroiden wurde grob mit 7,181 (± 1,853) km berechnet, die Albedo von 0,031 (± 0,029) weist auf eine dunkle Oberfläche hin.
Seine Sonnenumlaufbahn ist mit mehr als 30° stark gegenüber der Ekliptikebene geneigt. Vermutlich kommt er dem Zwergplaneten (1) Ceres relativ nahe, was die Bahn des Kleinplaneten (243073) Freistetter beeinflussen könnte.
Am 27. Januar 2013 wurde der Asteroid nach dem österreichischen Astronomen, Blogger und Buchautor Florian Freistetter benannt.